# Gaborone
Gaborone cvansko: [χabʊˈrʊnɛ]) je glavno mesto Bocvane in z 246.325 prebivalci (po popisu leta 2022) največje naselje v državi. Po popisu prebivalstva leta 2022 je v njegovem metropolitanskem območju živelo 534.842 prebivalcev. Je samostojno okrožje v administrativni delitvi države, hkrati pa tudi glavno mesto Jugovzhodnega okrožja, ki ga obdaja. Lokalni prebivalci mu pravijo Gabs.
Gaborone leži med hribom Kgale in hribom Oodi, blizu sotočja rek Notwane in Segoditshane na jugovzhodu države, približno 15 km od meje z Republiko Južno Afriko, ter na trasi železniške povezave med Južno Afriko in Zimbabvejem. Poleg železnice ga oskrbuje manjše mednarodno letališče. V mestu je sedež vlade in državne univerze ter več muzejev. Najpomembnejše gospodarske dejavnosti so izkopavanje mangana in azbesta ter obdelava diamantov.
Mesto se je sprva imenovalo Gaberones, po poglavarju Kgosiju Gaboroneju iz ljudstva Tlokwa, ki je nekoč nadzoroval bližnja ozemlja in ki je na tem kraju ustanovil naselbino konec 19. stoletja. Kmalu po tistem jo je Cecil Rhodes izbral za mesto kolonialne utrdbe. V naslednjih desetletjih je Gaberones ostal razmeroma nepomembno administrativno središče, dokler ni bil zaradi strateške lege izbran za kraj novega glavnega mesta države, ki se je osamosvajala izpod britanske oblasti. V sedanji obliki je bilo mesto ustanovljeno leta 1964, naslednje leto je prevzelo vlogo administrativnega središča od bližnjega Mafikenga (danes v Južni Afriki) in bilo leta 1969 preimenovano v sedanje ime.

## Zgodovina
Dokazi kažejo, da so bili ob reki Notwane prebivalci že stoletja. V novejši zgodovini so Tlokwa zapustili gorovje Magaliesberg, da bi se naselili na tem območju okoli leta 1880, in naselje poimenovali Moshaweng. Beseda Gaborone dobesedno pomeni 'ne prilega se slabo' ali 'ni neprimerno'. Mesto so takrat zgodnji evropski kolonizatorji imenovali Gaberones. Gaberones, okrajšava za Gaborone's Village, je dobil ime po poglavarju Gaboroneju iz Tlokwa, čigar domača vas (danes imenovana Tlokweng) je bila čez reko od vladnega tabora, imena sedeža kolonialne vlade. Vzdevek GC izvira iz imena 'Vladni tabor'. In 1890, Cecil John Rhodes picked Gaberones to house a colonial fort. Leta 1890 je Cecil John Rhodes izbral Gaberones za namestitev kolonialne utrdbe. Utrdba je bila kraj, kjer je Rhodes načrtoval napad Jameson. Mesto je leta 1969 spremenilo ime iz Gaberones v Gaborone.
Sodobno mesto je bilo ustanovljeno šele leta 1964, potem ko je bila sprejeta odločitev o ustanovitvi prestolnice Bocvane, ki je leta 1965 postala samoupravno ozemlje, preden je 30. septembra 1966 postala popolnoma neodvisna republika.
Leta 1965 se je prestolnica protektorata Bechuanaland preselila iz Mafekinga v Gaberones. Ko je Bocvana pridobila neodvisnost, je bil Lobatse prva izbira za prestolnico države. Vendar se je Lobatse zdel preveč omejen, zato je bilo namesto tega poleg Gaberonesa zgrajeno novo glavno mesto. Mesto je bilo izbrano zaradi bližine vira sladke vode, bližine železnice do Pretorie, osrednje lege med osrednjimi plemeni in pomanjkanja povezanosti z okoliškimi plemeni.
Mesto je bilo načrtovano po načelih vrtnega mesta s številnimi pešpoti in odprtimi prostori. Gradnja Gaborona se je začela sredi leta 1964. Med gradnjo mesta je predsednik občinske uprave Gaberones, Geoffrey Cornish, primerjal postavitev mesta z »kozarcem za žganje«, pri čemer so vladne pisarne v podnožju kozarca in podjetja v »nakupovalnem središču«, pasu zemlje, ki se razteza od podnožja.
Večina zgodnjega mesta je bila zgrajena v treh letih kot majhno mesto, zasnovano za 20.000 ljudi – le da se je po osamosvojitvi razvilo v moderno mesto. Stavbe v zgodnjem Gaboronu vključujejo skupščinske stavbe, vladne pisarne, elektrarno, bolnišnico, šole, radijsko postajo, telefonsko centralo, policijske postaje, pošto in več kot 1000 hiš.[28] Ker je bilo mesto zgrajeno tako hitro, je prišlo do množičnega pritoka delavcev, ki so zgradili nezakonita naselja na južnem industrijskem razvojnem območju novega mesta. Ta naselja so poimenovali Naledi. Slednji izraz dobesedno pomeni 'zvezda', lahko pa pomeni tudi 'pod odprtim nebom' ali 'skupnost, ki izstopa od vseh drugih'. Leta 1971 sta mestni svet Gaborona in ministrstvo za lokalno samoupravo in zemljišča zaradi rasti nezakonitih naselij raziskala območje, imenovano Bontleng, kjer bi bila stanovanja za ljudi z nizkimi dohodki. Vendar je Naledi še vedno rasel in povpraševanje po stanovanjih je bilo večje kot kdaj koli prej. Leta 1973 je stanovanjska korporacija Botswane (BHC) zgradila »Novi Naledi« čez cesto od »Starega Naledija«. Prebivalci Starega Naledija so bili preseljeni v Novi Naledi. Vendar se je povpraševanje po stanovanjih ponovno povečalo; poleg tega prebivalci, ki so se preselili v Novi Naledi, hiše niso marali. Problem je bil rešen leta 1975, ko je sir Seretse Khama, predsednik Bocvane, preoblikoval območje Naledija iz industrijske cone v območje za nizko dohodkovna stanovanja.
30. septembra 1966 je Bechuanaland postal enajsto britansko odvisno območje v Afriki, ki je postalo neodvisno. Prvi župan Gaborona je bil častiti Derek Jones. Stari Gaberones je postal predmestje novega Gaborona in je danes znan kot 'Vas'.
Sredi 1980-ih je Južna Afrika napadla Bocvano in izvedla napade na Gaborone in druga obmejna mesta. Napad na Gaborone je povzročil dvanajst smrtnih žrtev.
Po splošnih volitvah leta 1994 so se v Gaboronu zaradi visoke brezposelnosti in drugih težav začeli nemiri.
Danes Gaborone zelo hitro raste. Leta 1964 je imel Gaborone le 3855 prebivalcev; sedem let pozneje je imelo mesto skoraj 18.000 prebivalcev. Mesto je prvotno načrtovalo 20.000 prebivalcev, vendar je do leta 1992 imelo 138.000 prebivalcev. To je privedlo do številnih skvoterskih naselij na nerazvitih zemljiščih. Nekdanja županja Veronica Lesole je izjavila, da so razvojne težave Gaborona povzročili prvotni mestni načrtovalci.

## Geografija
Gaborone je na 24°39′29″S 25°54′44″E / 24.65806°S 25.91222°E med Kgale in Oodi Hills, ob reki Notwane v jugovzhodnem kotu Bocvane in 15 kilometrov od južnoafriške meje. Mesto leži na nadmorski višini 1010 metrov. Gaborone obkrožajo naslednja naselja: Ramotswa na jugozahodu, Mogoditshane na severozahodu in Mochudi na vzhodu ter Tlokweng čez reko. Večina jih je naselij za dnevni promet za Gaborone. Predmestja v Gaboroneju so Broadhurst, Gaborone West, The Village, Naledi. Phakalane, bogato predmestje, leži približno 13 km severno od središča mesta.
V središču mesta je glavni nakupovalni center (Main Mall), v katerem domuje veliko diplomatskih predstavništev. Na vzhodnem koncu nakupovalnega centra je mestni center s puljskim lokom, ki obeležuje neodvisnost Bocvane. V bližini glavnega nakupovalnega centra so tudi Botsvanska borza, Narodni muzej in umetnostna galerija ter glavni kampus Univerze v Bocvani. Zahodno od glavnega nakupovalnega centra je vladna enklava (Enclave of Government). Na tem območju so vladne stavbe, kot sta stavba Narodne skupščine Bocvane in Ntlo ya Dikgosi. Tu je tudi stavba Narodnega arhiva.

### Podnebje
Gaborone ima vroče polsušno podnebje (Köppnova podnebna klasifikacija BSh). Večino leta je Gaborone zelo sončen. Poletja so običajno vroča. Noči so hladne. Običajno so poletja z malo padavinami toplejša od poletij z rednimi padavinami. Če je suša, so najvišje temperature v letu običajno januarja ali februarja. Če je običajno veliko padavin, so najvišje temperature običajno oktobra, tik preden se začne deževje. Pozimi so dnevi še vedno topli, noči pa hladne.
V povprečju je štiriinsedemdeset dni na leto s temperaturami nad 32 °C. V povprečju je 196 dni na leto s temperaturami nad 26 °C. V povprečju je enainpetdeset dni na leto s temperaturami pod 7 °C. V povprečju je en dan na leto s temperaturami pod 0 °C. Povprečna rosišče doseže vrhunec okoli januarja in februarja pri 16 °C in najnižjo raven v juliju pri 2 °C. Povprečna rosišče v danem letu je 10 °C. Rekordno najvišja temperatura, kdaj koli zabeležena v Gaboronu, je bila 43,9 °C. Najnižja zabeležena temperatura v Gaboronu je bila -6,5 °C.
Padavine v Gaboronu so redke in neenakomerne. Večina padavin pade v poletnih mesecih, med oktobrom in aprilom. V povprečju je na leto štirideset dni neviht, večina se jih zgodi v poletnih mesecih, in štiri dni megle, ki se običajno zgodi v zimskih mesecih. Gaborone so po podatkih iz leta 1995 prizadele tri poplave, ena leta 2000, ena leta 2001, ki je povzročila škodo v vrednosti približno 5.000.000 botsvanskih pulov, in ena leta 2006.
Najvišja relativna vlažnost je junija, ko znaša 90 %, najnižja pa septembra, ko znaša 28 %.
Sončno obsevanje se giblje od 4,1 kWh m−2 d−1 v juniju do 7,3 kWh m−2 d−1 v decembru.
Od septembra do novembra je vetrovno s hitrostjo 14 km/h, od maja do avgusta pa mirneje s hitrostjo 8 km/h. Povprečna hitrost vetra v danem letu je 12 km/h.

## Kultura
Narodni muzej in umetnostna galerija sta severozahodno od nakupovalnega središča Mall ob cesti Independence Road. Muzej je bil odprt leta 1968. Hrani številne predmete, od tradicionalnih obrti do umetniških del lokalnih umetnikov. Muzej hrani originalne slike Thomasa Bainesa in Lucasa Sithola. Razstave vključujejo Umetnike v Bocvani, otroško umetniško tekmovanje in mednarodno razstavo Thapong. Na ogled je tudi razstava o Sanih (Grmičarji), najstarejših prebivalcih južne Afrike. Muzej je 2. novembra 2007 odprl 3,6 hektarja velik botanični vrt, imenovan Narodni botanični vrt. Vrt je bil zgrajen za zaščito avtohtonega rastlinstva Bocvane, 90 % vseh rastlinskih vrst pa predstavlja avtohtone rastline iz Bocvane.
Festival Maitisong se je začel leta 1987 in poteka vsako leto sedem dni v zadnjem tednu marca ali prvem tednu aprila. Festival prireja koncerte na prostem, gledališke predstave in filme na različnih prizoriščih po mestu.
Moje afriške sanje je bilo tekmovanje v uprizoritvenih umetnostih v 2000-ih, ki je vsako leto potekalo v mednarodnem kongresnem centru Gaborone. V predstavi je nastopilo veliko plesalcev in glasbenikov kwaito.
Knjižna serija The No. 1 Ladies' Detective Agency, ki jo je napisal škotski avtor Alexander McCall Smith, se dogaja v Gaboronu. Knjige spremljajo Precious Ramotswe, prvo zasebno detektivko v Bocvani, in skrivnosti, ki jih rešuje. Serija Detective Kubu, ki jo je napisal Michael Stanley (južnoafriška soavtorja sta Michael Sears in Stanley Trollip), predstavlja pomočnika nadzornika Davida 'Kubuja' Benguja iz oddelka za kriminalistične preiskave bocvanske policijske službe.

## Gospodarstvo
Gaborone je središče nacionalnega gospodarstva. Sedež pomembnih finančnih institucij, kot so Bank of Botswana, Bank Gaborone, BancABC in Botswanska borza, se nahaja v središču mesta, prav tako pa tudi sedež Air Botswana, Consumer Watchdog, Botswana Telecommunications Corporation in Debswana, skupnega podjetja za rudarjenje diamantov med De Beersom in vlado Bocvane. Južnoafriška razvojna skupnost (SADC) ima sedež v Gaboronu; organizacija je bila ustanovljena leta 1980 z namenom povečanja gospodarskega sodelovanja med njenimi člani in zmanjšanja odvisnosti od Južne Afrike.
V mesto je investiralo več mednarodnih podjetij: Hyundai, SABMiller, Daewoo, Volvo in Siemens.
Hiša Orapa, v lasti Debswane, je mesto, kjer se diamanti, pridobljeni iz Debswane, sortirajo in vrednotijo. Hiša Orapa stoji na križišču ulic Khama Crescent in Nelson Mandela Drive. Ima edinstven arhitekturni slog, ki omogoča, da skozi okna sije optimalna količina posredne sončne svetlobe, da se diamanti natančno sortirajo.
Pred kratkim je bil odprt Diamantni tehnološki park, kar je del vizije bocvanske vlade za vzpostavitev industrije diamantov v nižji fazi proizvodnje. Podjetja, ki se ukvarjajo z diamanti, so v parku ustanovila svoje lokalne podružnice.
V mednarodnem konferenčnem centru Gaborone vsako leto poteka konferenca o virih v Bocvani.

## Mednarodne povezave
Gaborone ima uradne povezave (pobratena/sestrska mesta oz. mesta-dvojčki) z naslednjimi kraji po svetu:
- Burbank, Kalifornija,  Združene države Amerike
- Västerås,  Švedska
- Žeijang (pokrajina),  Kitajska